# Microstylum nigritarse
Microstylum nigritarse är en tvåvingeart som beskrevs av Stanley Willard Bromley 1927. Microstylum nigritarse ingår i släktet Microstylum och familjen rovflugor.
Artens utbredningsområde är Madagaskar. Inga underarter finns listade i Catalogue of Life.